# Egoutteur

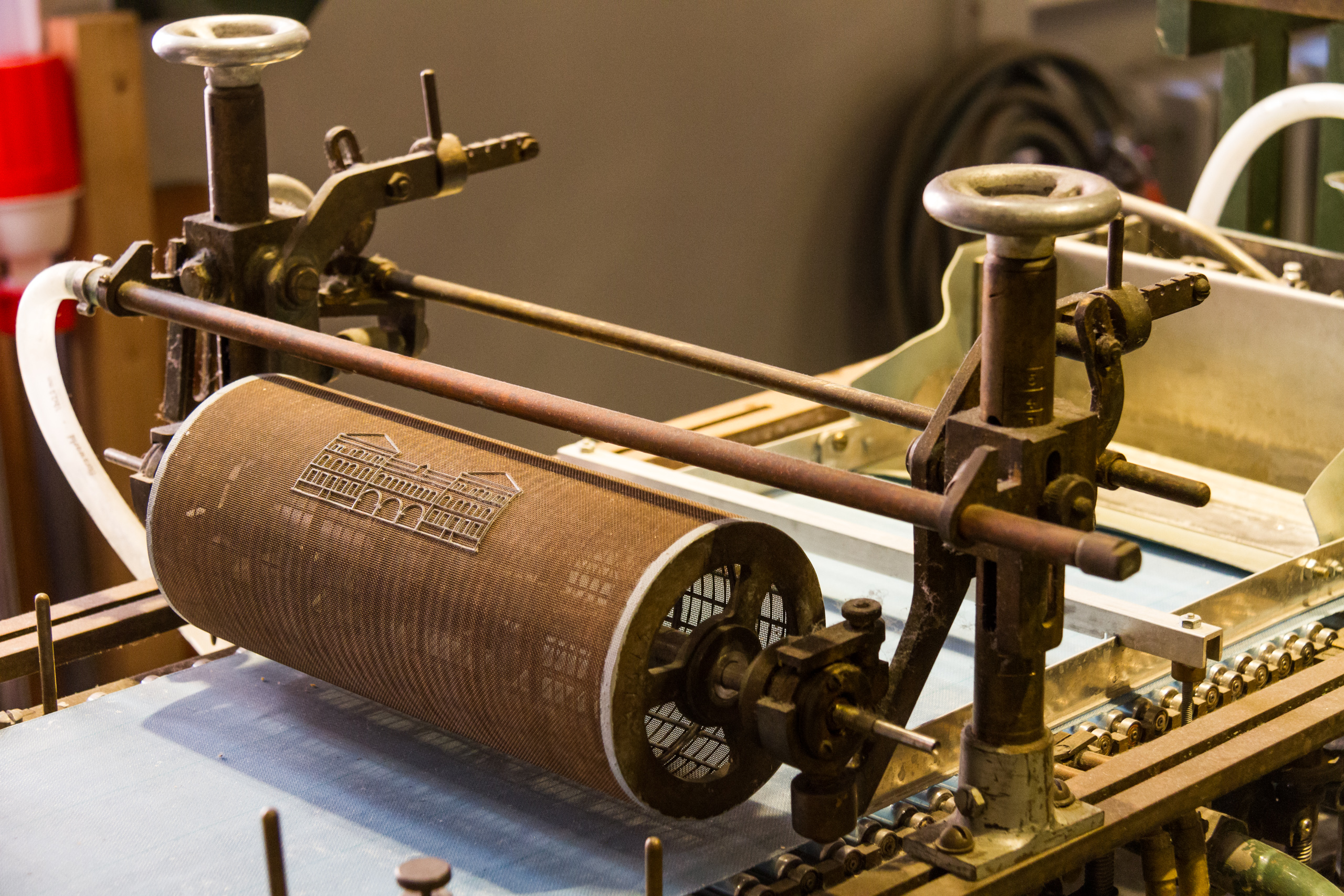
Egoutteur im Deutschen Technikmuseum in Berlin

Annonce T. J. Marshall & Co., London für Egoutteure (Dandy Rolls), 1905

Ein Egoutteur (auch: Wasserzeichenwalze oder Siebwalze) ist in der Papierproduktion eine leichte, mit Kupfer- oder Bronzesieb bespannte Walze, die auf der noch nicht verfestigten Papierbahn (in der Papiermaschine) abrollt. Diese Vorpresswalze in der Papiermaschine, dient zur Verbesserung der Papierstruktur, sowie auch zur Herstellung von Wasserzeichen. Die Wasserzeichen werden mit aufgebrachten figürlichen Erhöhungen oder Vertiefungen – durch Stoffverdrängung oder Stoffansammlung – erzeugt. Die Konturen des Wasserzeichens markieren sich im Papier negativ hell ab. Ist der Egoutteur glatt, so entsteht das ungerippte Velinpapier.

## Hintergrund
Ursprünglich wurde der Egoutteur (englisch dandy roll) lediglich als Glättinstrument für die raue Papieroberseiten auf Langsiebmaschinen eingesetzt (Einführung durch John Marshall, London 1826). Die Funktion als strukturgebendes oder zeichnendes Element wurde erst in späteren Jahren hinzugenommen. Der Einsatzort des Egoutteurs ist die Siebpartie kurz vor den Saugern bzw. kurz nach den ersten Saugern. Entscheidend für den Erfolg dieser Technik ist, dass die Papierbahn dick genug, auf dem Sieb schon leicht verfestigt und an der Oberseite noch flüssig ist. Wird der Egoutteur zu früh aufgesetzt, verläuft das Wasserzeichen wieder. Sitzt er zu weit an der Gautsche, verdrängt er die Faser nicht mehr richtig. Das Wasserzeichen wird dann flach und unscharf. Der Egoutteur wird nicht angetrieben und läuft lediglich durch die Siebreibung mit Bahngeschwindigkeit. Egoutteurwasserzeichen sind immer (echte) Verdrängungswasserzeichen. Üblich sind auch Bespannungen mit Kunststoff oder Edelstahldraht bzw. -gewebe. Führender Egoutteurhersteller ist seit Jahren die Firma Kufferath in Deutschland.
Durch die neuerliche Anwendung von Duo- und Kombiformern (Langsieb/Saugegoutteur oder Langsieb/Rundsieb) kommen beständig neue Techniken zum Einsatz, die den klassischen Langsiebegoutteur verdrängen.
Eine Sonderform des Egoutteurs ist der Egoutteur auf dem Rundsieb. Es ist die einzige Anwendungsform, die eine beidseitige Zeichenvertiefung im Papier ergibt (Siebseite mit Anlagerungswasserzeichen, Oberseite mit Verdrängungswasserzeichen). Derartige Egoutteureinsatzweisen sind nur aus der Wert- und Geldpapierherstellung bekannt.

## Variation
Durch eine mit einer Gummibahn bespannten Stahlwalze in der Nasspartie einer Papiermaschine erzeugt man das Molettewasserzeichen. Es erreicht nicht die Konturenschärfe wie durch den Egoutteur, entsteht aber auf ähnliche Weise.